# 알렉산더 파데예프

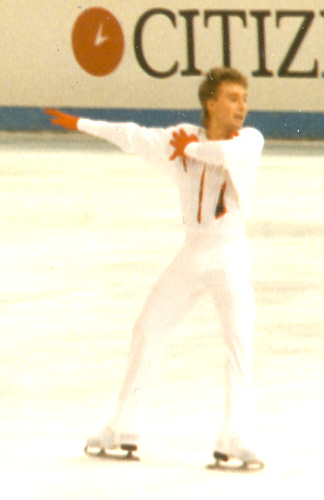

알렉산더 블라디미로비치 파데예프 (1964년 1월 4일 ~ )는 소련을 대표한 러시아의 전직 피겨 스케이팅 선수이다.
파데예프는 1985년 세계 선수권 대회에서 우승했고 유럽 선수권 대회에서 4번 우승했다.

## 개인 생활
알렉산더 파데예프는 소련 카잔에서 태어났다.
그는 캐나다의 피겨 스케이팅 선수 사이델레 파데예바와 결혼했고, 일리노이주에 살고있다.

## 선수 경력
파데예프는 1979년 세계 주니어 선수권 대회에서 동메달을 획득했고 그 다음해에 금메달을 획득했다.
그는 신시네티에서 열린 1987년 세계 선수권 대회에서 오서와 보이타노에게 뒤져서 다시 3위를 했다.
1987-88시즌에, 파데예프는 4번째 국가 타이틀과 3번째 유럽 타이틀을 획득했다.
1988년 캘거리 동계 올림픽때, 그는 쇼트 프로그램과 프리 스케이팅에서 최선을 다했지만 종합 4위에 머물렀다.
그는 세계 선수권 대회에서 철수했다.
1988-89 시즌에, 파데예프는 NHK 트로피 대회와 소련 선수권 대회에서 우승했다.
그는 시카고 지역에서 코치로 일하고 있다.